# Bernice Stegers
Bernice Mary Stegers (nacida el 12 de julio de 1949) es una actriz inglesa conocida por sus papeles en televisión, así como por las películas de terror Macabro (1980) y Xtro (1982).

## Filmografía

### Películas
| Año  | Título                                            | Personaje             | Notas                  | Ref.  |
| ---- | ------------------------------------------------- | --------------------- | ---------------------- | ----- |
| 1971 | To Catch a Spy                                    | Chica rusa            |                        | [ 2 ] |
| 1979 | Dirty Money                                       | Policía               |                        |       |
| 1980 | Macabro                                           | Jane Baker            |                        |       |
| 1980 | La città delle donne                              | Mujer en el tren      |                        |       |
| 1981 | Quartet                                           | Miss Nicholson        |                        | [ 2 ] |
| 1981 | Light Years Away                                  | Betty                 |                        |       |
| 1982 | Coming Out of the Ice                             | Lady Barber           | Película de televisión |       |
| 1982 | Xtro                                              | Rachel Phillips       |                        | [ 2 ] |
| 1982 | Doll's Eye                                        | Jane                  |                        |       |
| 1984 | Sharma and Beyond                                 | Gabriella             | Película de televisión |       |
| 1986 | Sky Bandits                                       | Condesa Olga          |                        |       |
| 1987 | The Girl                                          | Eva Berg              |                        | [ 2 ] |
| 1991 | Beltenebros                                       | Esposa de Darman      |                        |       |
| 1994 | Cuatro bodas y un funeral                         | Ayudante de la tienda |                        |       |
| 1997 | The Garden of Redemption                          | Renata                | Película de televisión |       |
| 2001 | Julie's Spirit                                    | Madam                 |                        |       |
| 2009 | My Life in Ruins                                  | Maria                 |                        | [ 2 ] |
| 2012 | Great Expectations                                | Mrs. Hubble           |                        |       |
| 2014 | Suite francesa                                    | Madame Perrin         |                        |       |
| 2017 | Disobedience                                      | Fruma Hartog          |                        |       |
| 2018 | The Guernsey Literary and Potato Peel Pie Society | Mrs. Burns            |                        |       |

### Televisión
| Año  | Título                         | Personaje            | Notas                                               | Ref.        |
| ---- | ------------------------------ | -------------------- | --------------------------------------------------- | ----------- |
| 1975 | Within These Walls             | Sonia Grossman       | Episodio: "Let the People See"                      |             |
| 1976 | Life and Death of Penelope     | Imogen               | 6 episodios                                         |             |
| 1976 | Dickens of London              | Dama                 | Miniserie                                           |             |
| 1976 | The New Avengers               | Operadora            | Episodio: "To Catch a Rat"                          |             |
| 1977 | The Phoenix and the Carpet     | Madame               | Episodio: "Queen of the Island"                     |             |
| 1977 | Van der Valk                   | Anna Kulyen          | Episodio: "Wolf"                                    |             |
| 1979 | Park Ranger                    | Carol                | Episodio: "Fire!"                                   |             |
| 1979 | A Family Affair                | Renate               | Episodio: "Adrift"                                  |             |
| 1982 | Tales of the Unexpected        | Kaye                 | Episodio: "The Eavesdropper"                        | [ 2 ]       |
| 1983 | Studio                         | Kate                 | Episodio: "Art Begins at Forty"                     |             |
| 1984 | Ellis Island                   | Renata               | Miniserie                                           |             |
| 1987 | The Bretts                     | Tatyana              | 2 episodios                                         |             |
| 1989 | Summer's Lease                 | Louise Corduroy      | Episodio: "Where the Water Goes"                    |             |
| 1990 | Little Sir Nicholas            | Mrs. Tremaine        | Miniserie                                           |             |
| 1990 | Medics                         | Sarah                | Episodio: "Iraj"                                    |             |
| 1990 | May to December                | Zelda                | Episodio: "I'll See You in My Dreams"               |             |
| 1991 | Bergerac                       | Anne-Claire Leighton | Episodio: "The Dark Horse"                          |             |
| 1992 | The Ruth Rendell Mysteries     | Joanne               | Episodio: "Kissing the Gunner's Daughter: Part Two" |             |
| 1993 | Screen Two                     | Annie                | Episodio: "Dead Romantic"                           |             |
| 1993 | To Play the King               | Princess Charlotte   | Miniserie                                           |             |
| 1994 | A Dark Adapted Eye             | Vranni               | Miniserie                                           |             |
| 1995 | Little Lord Fauntleroy         | Lady Fauntleroy      | Miniserie                                           |             |
| 1997 | Family Money                   | Ella                 | Miniserie                                           |             |
| 1997 | The Rag Nymph                  | Bernice Crane-Bolder | Miniserie                                           |             |
| 2002 | Tipping the Velvet             | Mrs. Denby           | 2 episodios                                         |             |
| 2005 | The Inspector Lynley Mysteries | Denning              | Episodio: "In the Guise of Death"                   |             |
| 2005 | Casualty                       | Sofia Morelli        | Episodio: "That's Amore"                            |             |
| 2005 | Sensitive Skin                 | Woman in Salon       | Episodio: "Episode 1.1"                             |             |
| 2013 | Strike Back                    | Amma                 | 2 episodios                                         |             |
| 2013 | Atlantis                       | Hestia               | Episodio: "Pandora's Box"                           |             |
| 2015 | Undercover                     | Lucine               | 4 episodios                                         |             |
| 2013 | Doctors                        | Gloria Finegan       | 1 episodio                                          |             |
| 2017 | Doctors                        | Queenie Markell      | 1 episodio                                          |             |
| 2018 | Genius                         | Marie Cuttoli        | Episodio: "Picasso: Chapter Seven"                  |             |
| 2019 | Los Últimos Zares              | Minnie               | Miniserie                                           | [ 3 ]       |
| 2020 | Doctors                        | Agnes Veigh          | Serie 21, Episodio 124                              | [ 2 ] [ 4 ] |

### Videojuegos
| Año  | Título            | Papel     | Notas        | Ref.  |
| ---- | ----------------- | --------- | ------------ | ----- |
| 2006 | Final Fantasy XII | Rey Gerun | Papel de voz | [ 5 ] |

### Teatro
| Año  | Título                             | Papel         | Notas                                          | Ref.  |
| ---- | ---------------------------------- | ------------- | ---------------------------------------------- | ----- |
| 1975 | The Only True Story of Lady Godiva | Fay           |                                                | [ 6 ] |
| 1978 | Homage to Neruda                   | Lady Basildon | Tamahnous Theatre Workshop, Columbia Británica | [ 7 ] |
| 2019 | Torch Song                         | Ma            | Turbine Theatre (West End)                     | [ 8 ] |